# Benjamin Dousa
Benjamin Arif Dousa (ur. 5 grudnia 1992 w Sztokholmie) – szwedzki polityk, działacz Umiarkowanej Partii Koalicyjnej, minister ds. pomocy rozwojowej i handlu zagranicznego (od 2024).

## Życiorys
W 2015 ukończył studia ekonomiczne w Wyższej Szkole Handlowej w Sztokholmie. Pracował jako ekonomista w banku SEB. Zaangażował się w działalność polityczną w ramach Umiarkowanej Partii Koalicyjnej. W latach 2016–2020 pełnił funkcję przewodniczącego jej organizacji młodzieżowej MUF. Od 2018 do 2020 był przewodniczącym rady okręgu administracyjnego Rinkeby-Kista. Od 2020 do 2023 pełnił funkcję dyrektora generalnego think tanku Timbro, później został dyrektorem zarządzającym szwedzkiej organizacji przedsiębiorców Företagarna.
We wrześniu 2024 objął urząd ministra do spraw pomocy rozwojowej i handlu zagranicznego w rządzie Ulfa Kristerssona.

## Życie prywatne
Jego ojciec urodził się w Turcji, a jego matka w Szwecji w rodzinie imigrantów; jego dziadek ze strony matki wyemigrował z kontrolowanych przez komunistów Czech.
Jego partnerką została Helena Walentowicz, która była sekretarzem prasowym Ulfa Kristerssona; ma córkę.